# Chazeuil (Côte-d’Or)
Chazeuil település Franciaországban, Côte-d’Or megyében. Lakosainak száma 187 fő (2022. január 1.). Chazeuil Occey, Bourberain, Sacquenay, Selongey, Véronnes és Fontaine-Française községekkel határos.

## Népesség
A település népességének változása:
| Lakosok száma | 197  | 169  | 188  | 223  | 208  | 198  | 197  | 192  | 189  | 187  |
|               | 1968 | 1982 | 1990 | 2006 | 2013 | 2015 | 2017 | 2019 | 2020 | 2022 |